# Джазіра-аль-Хамра
Джазіра-аль-Хамра — невелике, здебільшого закинуте рибальське поселення в еміраті Рас-ель-Хайма в Об'єднаних Арабських Еміратах.
Назва поселення означає «червоний острів» у перекладі з арабської, і до 1970-х років воно являло собою припливний острівець. Населення займалося риболовлею та збиранням перлин.

## Історія
Поселення відоме з XVI століття, коли тут поселилося арабське плем'я заабів. За іншими даними люди стали мешкати тут ще з XIV століття.
Європейські джерела свідчать, що 1645 року зааби з Джазіри-аль-Хамри переселилися до Бандар-Рігу в Ірані, але частина їх до 1756 року повернулася назад до містечка під владу шейха Рас-ель-Хайми. 1749-1764 року містечко перебувало під встановленою султаном Маскату Ахмадом бін Саїд Аль-Бусаїдом блокадою, а 1764-1771 року було передано йому шейхом Аль-Касімі. Надалі Джазіра-аль-Хамра повернулася під владу Рас-ель-Хайми, але приблизно 1785-1793 знову була захоплена маскатським правителем Хамадом бін Саїдом. У 1800-ті роки мешканці містечка перейшли у ваххабізм. Британський флот прибув до Джазіри-аль-Хамри 1820 року та виявив поселення залишеним. Шейх містечка Кадіб бін Ахмад підписав з британцями мирну угоду 1821 року, помер 1822 року. 1854 року Джазіра-аль-Хамра разом з Діббою була найбільш прибутковим володінням шейхів Аль-Касімі. Намісником був Ібрагім бін Султан, син шейха Шарджі.
У XX столітті містечко складалося переважно з одноповерхових будинків, збудованих з коралових блоків чи з глини. Будинок шейха був більшого розміру, з двома вітровими вежами. У поселенні були релігійні будинки (масджид) і п'ятнична мечеть. Також існували магазини.

## Населення
Населення міста сильно коливалося залежно від війн та успішності торгівлі. 1826 року в місті мешкало 2600  осіб і було 100 кам'яних будинків і 300 хатин. 1831 року населення збільшилося до 4100 осіб, а 1839 року до 7500.
У середині XX століття мешканців було понад 2 тисячі. Але наприкінці 1960-х років мешканці залишили селище та переїхали до емірату Абу-Дабі.
У 1940-1950-ті це було переважно містечко торговців, які торгували морем чи суходолом. З Індією торгували перлинами та рибою, на суходолі переважно фініками.

## Сучасний стан
Станом на початок XXI століття селище повністю залишене. Ведуться реставраційні роботи для збереження його як історичної пам'ятки середини XX століття. У Джазирі-аль-Хамрі збереглися укріплені стіни, невеличкий ринок, декілька мечетей, приватні будинки.